# SMS Tiger (1887)
SMS Tiger byl torpédový křižník Rakousko-uherského námořnictva. Byl zvětšenou a vylepšenou verzí předcházející třídy Panther. Od roku 1905 byl admirálskou jachtou SMS Lacroma a od roku 1915 sloužil jako plovoucí kasárna. Po první světové válce jej získala Velká Británie, která jej nechala sešrotovat.

## Stavba
Křižník postavila loděnice Stabilimento Tecnico Triestino v Terstu. Stavba byla zahájena v říjnu 1886, na vodu byla loď spuštěna 28. června 1887 a do služby byla přijata v březnu 1888. Loděnice při stavbě využila zkušenosti získané se dvěma křižníky třídy Panther, které byly pro Rakousko-Uhersko postaveny ve Velké Británii.

## Konstrukce
Výzbroj tvořily čtyři barbetové 120mm kanóny, deset 47mm kanónů a čtyři 350mm torpédomety. Pohonný systém tvořilo šest kotlů a dva parní stroje o výkonu 5700 hp, pohánějící dva lodní šrouby. Nejvyšší rychlost dosahovala 18,6 uzlu.

## Služba
Roku 1897 byl Tiger vyslán na Krétu. Roku 1905 byl upraven na admirálskou jachtu Lacroma s výzbrojí redukovanou na šest 47mm kanónů. Roku 1915 byl vyřazen, odzbrojen a využíván v Pule jako plovoucí kasárna pro posádky německých ponorek. Roku 1918 byl obsazen Jugoslávií, ale později jej v rámci reparací získala Velká Británie, která jej nechala v roce 1920 sešrotovat v Itálii.